# نيكيتا بارانوفسكي كونتيني
نيكيتا بارانوفسكي كونتيني (مواليد 21 مايو 1996) هو لاعب كرة قدم إيطالي أوكراني يلعب كحارس مرمى. يلعب حالياً لنادي سامبدوريا في الدوري الإيطالي معارًا من نادي نابولي.

## مسيرته الكروية

### نابولي

#### البدايات
ولد كونتيني في تشيركاسي بأوكرانيا لأب إيطالي باسكوال كونتيني من نابولي بإيطاليا وأم أوكرانية. عندما كان كونتيني في الثالثة من عمره انتقل مع عائلته إلى جيوجليانو، كامبانيا، إيطاليا. بدأ مسيرته الكروية في أتلتيكو جيوجليانو في إيطاليا عندما كان صبيًا، وقد أحضره والده هناك في سن مبكرة وكان مدربًا للشباب في أتليتيكو جيوجليانو، وبدأ اللعب هناك في سن الخامسة وغالبًا ما كان يلعب في فرق مع الأولاد الأكبر سنًا مع تقدمه في صفوف الشباب.

#### فريق نابولي الأول
استدعى تشافي فاليرو مدرب حراس المرمى كونتيني للفريق الأول لأول مرة في 6 يناير ضد سامبدوريا من قبل مدير الفريق الأول رافا بينيتيز. تم استدعاؤه عدة مرات في عامي 2014 و 2015 في الفريق الأول كحارس مرمى احتياطي ولكن لم يظهر لأول مرة بعد مع الفريق الأول.